# Mogok
Mogok (in birmano မုိးကုတ္‌) è una città di 150 000 abitanti nella divisione di Mandalay della Birmania (Myanmar), situata a 200 km a nord di Mandalay e 148 a nord-est di Shwebo. A 1170 metri di altitudine, la città ha un clima abbastanza temperato per tutto l'arco dell'anno. La popolazione è in maggioranza Bamar, con minoranze di Shan, Lisu, Palaung e Karen, ma anche Cinesi, Hindi e Nepalesi.
Mogok è stata famosa fin dai tempi antichi per le sue gemme, specialmente rubino e zaffiro, ma si trovano anche pietre semi-preziose come lapislazzuli, granato, lunaria, crisolito e crisoberillo. Le gemme si trovano fra le ghiaie alluvionali calcaree del fiume Irrawaddy e si raccolgono con la bataia o a mano. In questi ultimi anni iniziano a svilupparsi delle meccanizzazioni della raccolta.
Le gemme sono vendute in mercati di Mogok; comunque, gli stranieri devono richiedere permessi speciali per visitare la città perché importazione ed esportazione non autorizzata dallo SPDC di gemme è illegale.